# هودول
هودول، روستایی از توابع بخش مرکزی شهرستان آستارا در استان گیلان ایران است.
معرفی هودول:
هودول روستایی تالش نشین در پهنه ها و دامنه میان کوه هایی که در پست ترین ارتفاعات مشرف به جنوب جلگه آستارا هستند ،واقع است .نوع سکونت در این ده از قبل و ایام قدیم و از بدو شکل گیری به دلیل نوع و روش کوچ و زندگی عشایری مردمان تازه سکنا یافته به شکل پراکنده نشینی بوده و هر خانواده در بخش خاصی از ده و به فواصلی معین از طایفه ای دیگر اسکان یافته و به مرور زمان با گسترش خانواده ها و تغییر سبک زندگی یکجا نشین شده و به روستای کنونی توسعه میابد هودول در ابتدا به بافت خاصی از روستا که جمعیتی بیشتر و متمرکزتر نسبت به سایر بخشها داشت اطلاق میشد نام هودول واژه ای به زبان تالشی است و از دو بخش «هو»به معنی باز و پهن و گسترده _«دول» به معنی دره و فاصله و پهنه بین دو کوه تشکیل شده .به قسمت گسترده کنونی در ابتدا و بدوا ربو کنور(به معنی رودخانه کنار) گفته میشد ولی به دلیل استفاده بیشتر از واژه هودول این نام به مرور بر سایر بخشها نیز اطلاق شد و رسمیت یافت .اماکن مسکونی و زمین های کشاورزی این روستا عمدتا در مجاورت دو طرف رودخانه و منتهی به دامنه کوه های اطراف است و این بافت از مرز جنوبی دهستان ویرمونی تا روستای بالای هودول (تله خان)امتداد دارد و انتهای تله خان به دامنه مرتفع تر کوه ها مشرف می‌باشد. فاصله این روستا با شهر آستارا بطور تقریبی هفت کیلومتر برآورد شده و زمان ماشین رو پانزده دقیقه و پیاده روی ۴۵ دقیقه الی یکساعت است، و دارای جاده آسفالت خط کشی شده و از امکانات اصلی زندگی همچون برق و گاز برخوردار است.

## جمعیت
این روستا در دهستان ویرمونی قرار دارد و براساس سرشماری مرکز آمار ایران در سال ۱۳۸۵، جمعیت آن ۳۸۸ نفر (۸۴خانوار) بوده‌است.